# ジアノール
ジアノール（英語: dianol）は、市場には未流通の非ステロイド性合成エストロゲンである。アノールの二量体かつ不純物であり、ヘキセストロールとともに、アノールには強力なエストロゲン活性があるという誤った発見に関与した。強力なエストロゲンであるにも関わらず、活性を示すためには100μgの用量が必要だが、ヘキセストロールはわずか0.2μgの用量で活性を示す。